# Le Dernier Couple qui court
Pour plus de détails, voir Fiche technique et Distribution.
Le Dernier Couple qui court (Sista paret ut) est un film suédois réalisé par Alf Sjöberg, sorti en 1956.

## Fiche technique
- Titre original : Sista paret ut
- Titre français : Le Dernier Couple qui court
- Réalisation : Alf Sjöberg
- Scénario : Ingmar Bergman
- Production : Allan Ekelund
- Musique : Bengt Hallberg, Erik Nordgren, Charles Redland et Julius Jacobsen
- Photographie : Martin Bodin
- Montage : Oscar Rosander
- Décors : Harald Garmland
- Format : Noir et blanc - Mono
- Genre : Drame
- Durée : 103 minutes
- Date de sortie : 1956

## Distribution
- Eva Dahlbeck : Susanna Dahlin
- Harriet Andersson : Anita
- Bibi Andersson : Kerstin
- Björn Bjelfvenstam : Bo Dahlin
- Jarl Kulle : Dr Farell
- Hugo Björne : Professeur Jacobi
- Kristina Adolphson, Mona Malm (non créditées) : des étudiantes